# نسناس (طائرة)
نسناس هي طائرة صُممت وصُنعت في تونس من قبل شركة تونس لتكنولوجيات الطيران (Tunisia Aero Technologies). حلقت في أكتوبر 1997 تحت اسم «اوسو» لتكون أول طائرة تونسية بالكامل، وكانت تستعمل كهدف للمضادات أثناء التدريب. في أغسطس 1998، صُنع النموذج الأول لطائرة «النسناس» لتصبح أول طائرة من نوعها في العالم العربي والإسلامي ، وطورت لتصبح النسناس الخارق.

## المواصفات
- الطول:4.9 م
- عرضه الأجنحة: 6.9 م
- مساحة الأجنحة: 3.8 م
- الارتفاع: 1.3 م
- الوزن 158 kg، وزن الإقلاع 270 kg
- سرعة الجولان: 170 km/h
- ارتفاع الطيران: 5200 م
- مدة الطيران: 16h

وفي 2004 تم تصميم طائرة جبال العسة، وتتمتع بمواصفات أفضل من سابقتها.